# Puchar Pięciu Narodów 1928
Puchar Pięciu Narodów 1928 – czternasta edycja Pucharu Pięciu Narodów, corocznego turnieju w rugby union rozgrywanego pomiędzy pięcioma najlepszymi zespołami narodowymi półkuli północnej, która odbyła się pomiędzy 2 stycznia a 9 kwietnia 1928 roku. Wliczając turnieje w poprzedniej formie, od czasów Home Nations Championship, była to czterdziesta pierwsza edycja tych zawodów. W turnieju zwyciężyła Anglia, która pokonała wszystkich rywali i tym samym zdobyła Triple Crown oraz Wielkiego Szlema.
Zgodnie z ówczesnymi zasadami punktowania dropgol był warty cztery punkty, podwyższenie dwa, natomiast przyłożenie i pozostałe kopy trzy punkty.

## Mecze
| 2 stycznia 1928 | Francja                 | 6:15(3:9) | Szkocja                                                          | Stade Olympique Yves-du-Manoir, Colombes Widzów: 35 000 Sędzia: Richard Magrath |
| 2 stycznia 1928 | Camel 3 (P) Haget 3 (P) | 6:15(3:9) | Douty 3 (P) Dykes 3 (P) Paterson 3 (P) Scott 3 (P) Simmers 3 (P) | Stade Olympique Yves-du-Manoir, Colombes Widzów: 35 000 Sędzia: Richard Magrath |

| 21 stycznia 1928 | Walia                                  | 8:10(3:10) | Anglia                                             | St. Helens Ground, Swansea Sędzia: R. Harland |
| 21 stycznia 1928 | Bartlett 3 (P) John 3 (P) Jones 2 (pd) | 8:10(3:10) | Kirwan-Taylor 3 (P) Laird 3 (P) Richardson 4 (2pd) | St. Helens Ground, Swansea Sędzia: R. Harland |

| 28 stycznia 1928 | Irlandia                   | 12:8(6:8) | Francja                                             | Ravenhill Stadium, Belfast Widzów: 20 000 Sędzia: C. Anderson |
| 28 stycznia 1928 | Arigho 6 (2P) Ganly 6 (2P) | 12:8(6:8) | Ribère 3 (P) H. Béhotéguy 3 (P) A. Béhotéguy 2 (pd) | Ravenhill Stadium, Belfast Widzów: 20 000 Sędzia: C. Anderson |

| 4 lutego 1928 | Szkocja                                             | 0:13(0:13) | Walia | Murrayfield Stadium, Edynburg Sędzia: R. Harland |
| 4 lutego 1928 | Jenkins 3 (P) John 3 (P) Roberts 3 (P) Male 4 (2pd) | 0:13(0:13) |       | Murrayfield Stadium, Edynburg Sędzia: R. Harland |

| 11 lutego 1928 | Irlandia                  | 6:7(3:0) | Anglia               | Lansdowne Road, Dublin Sędzia: Albert Freethy |
| 11 lutego 1928 | Arigho 3 (P) Sugden 3 (P) | 6:7(3:0) | Richardson 7 (P, dg) | Lansdowne Road, Dublin Sędzia: Albert Freethy |

| 25 lutego 1928 | Anglia                                          | 18:8(10:3) | Francja                                  | Twickenham Stadium, Londyn Widzów: 70 000 Sędzia: Albert Freethy |
| 25 lutego 1928 | Palmer 6 (2P) Periton 6 (2P) Richardson 6 (3pd) | 18:8(10:3) | Galia 3 (P) Jauréguy 3 (P) Verger 2 (pd) | Twickenham Stadium, Londyn Widzów: 70 000 Sędzia: Albert Freethy |

| 25 lutego 1928 | Szkocja                    | 5:13(5:3) | Irlandia                                     | Murrayfield Stadium, Edynburg Sędzia: Barry Cumberlege |
| 25 lutego 1928 | Kerr 3 (P) Drysdale 2 (pd) | 5:13(5:3) | Davy 3 (P) Ganly 3 (P) Stephenson 7 (P, 2pd) | Murrayfield Stadium, Edynburg Sędzia: Barry Cumberlege |

| 10 marca 1928 | Walia                                  | 10:13(5:5) | Irlandia                                     | Cardiff Arms Park, Cardiff Widzów: 42 000 Sędzia: T. Warren |
| 10 marca 1928 | Jenkins 3 (P) John 3 (P) Jones 4 (2pd) | 10:13(5:5) | Arigho 6 (2P) Ganly 3 (P) Stephenson 4 (2pd) | Cardiff Arms Park, Cardiff Widzów: 42 000 Sędzia: T. Warren |

| 17 marca 1928 | Anglia                   | 6:0(3:0) | Szkocja | Twickenham Stadium, Londyn Sędzia: Thomas Vile |
| 17 marca 1928 | Hanley 3 (P) Laird 3 (P) | 6:0(3:0) |         | Twickenham Stadium, Londyn Sędzia: Thomas Vile |

| 9 kwietnia 1928 | Francja                           | 8:3(0:3) | Walia        | Stade Olympique Yves-du-Manoir, Colombes Widzów: 45 000 Sędzia: R. Harland |
| 9 kwietnia 1928 | Houdet 6 (2P) A. Béhotéguy 2 (pd) | 8:3(0:3) | Powell 3 (P) | Stade Olympique Yves-du-Manoir, Colombes Widzów: 45 000 Sędzia: R. Harland |

## Inne nagrody
- Wielki Szlem –  Anglia (po pokonaniu wszystkich rywali)
- Triple Crown –  Anglia (po pokonaniu wszystkich rywali z Wysp Brytyjskich)
- Calcutta Cup –  Anglia (po zwycięstwie nad Szkocją)